# 共産党 (スウェーデン)
共産党（スウェーデン語: Kommunistiska Partiet）とは、スウェーデンの政党。1970年に「共産主義者同盟マルクス・レーニン主義者（革命家）」（KFML(r)）として結党。機関紙「Proletären」。青年組織「革命的共産青年」（RKU）。1921年から1967年まで存在したスウェーデン共産党は別の政党であり、そちらは現在の左翼党の前身である。

## 概要
1967年に、当時既に民主主義との親和性の高いユーロコミュニズムの度合いを強めていたスウェーデン共産党内の親中国派が分離し、「共産主義者同盟マルクス・レーニン主義者」（KFML）を結党。1970年、そこから更に分裂し、「共産主義者同盟マルクス・レーニン主義者（革命家）」(KFML(r)）が誕生する。この組織が共産党の起原である。2005年1月の第14回党大会で現在の党名に変更した。
リクスダーゲンには議席を持っていないものの、2014年現在、地方議会では若干の議席を持っている。
現在は民主社会主義政党になっている左翼党には批判的であり、そうした意味では、スウェーデン国内における最左派政党である。

## 諸外国との政党との関係

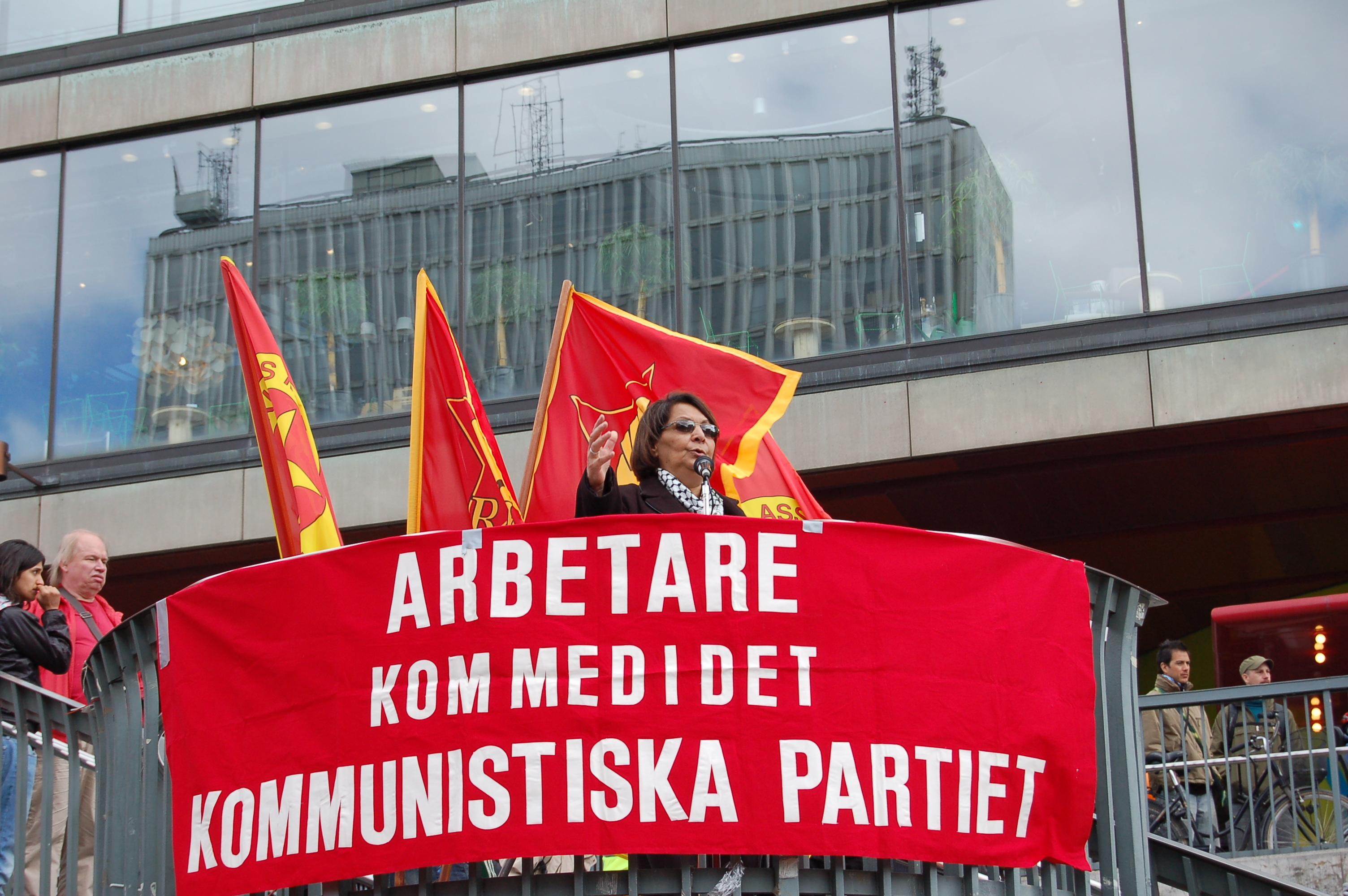
共産党の集会で演説する元PFLPメンバーのライラ・カリド

パレスチナ解放人民戦線（PFLP）や朝鮮労働党、フィリピン共産党、ギリシャ共産党、ポリサリオ戦線、ベルギー労働者党などと友好関係をもっている。